# Mark Shuttleworth

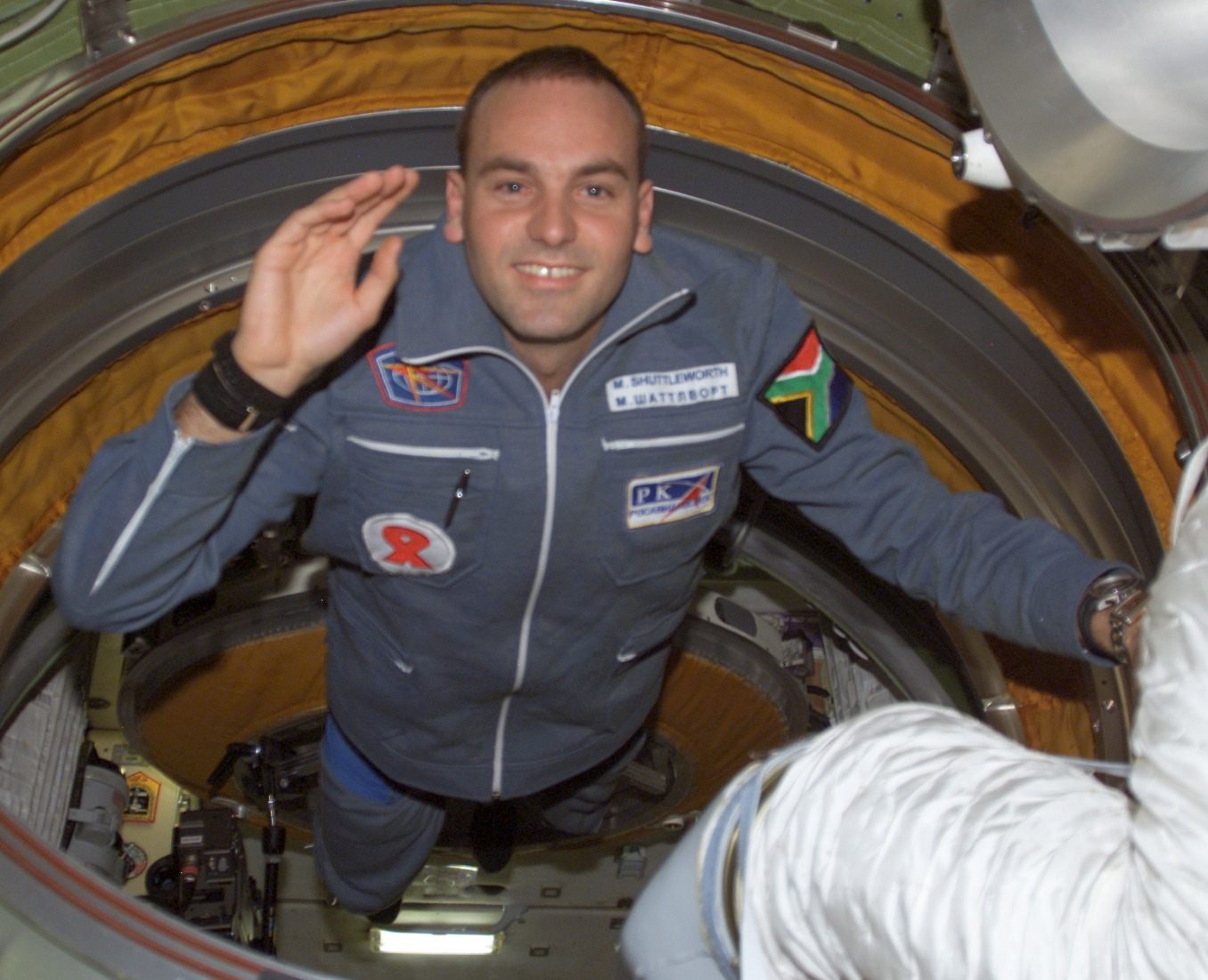

Mark Richard Shuttleworth (Welkom, Dél-afrikai Köztársaság, 1973. szeptember 18. –) dél-afrikai származású üzletember, az Ubuntu és a Canonical Ltd. alapítója. A világ második űrturistája volt. Az első dél-afrikai, afrikai űrhajós.

## Életpálya
Munkásságát a részecskefizika, szoftverfejlesztés és a biotechnológia irányában végezte. A Cape Towni Egyetem elvégzését követően megalapította a Thawte Consulting nevű digitális aláírásokkal és internetes biztonsággal foglalkozó céget, melyet 1999 decemberében a VeriSign vett meg. Ennek köszönhetően vált többszörös dollármiliomossá.
Az Ubuntu Linux nevű Linux-disztribúció vezetésével foglalkozik a Canonical Ltd. alapítójaként. Londonban él, és brit-dél afrikai kettős állampolgársága van.
2001. december 5-től részesült űrhajóskiképzésben. A Jurij Gagarin Űrhajós Kiképző Központban sikeres vizsgák után kezdhette meg speciális szolgálatát. Űrszolgálata alatt összesen 9 napot, 21 órát és 25 percet töltött a világűrben. Űrhajós pályafutását 2002. május 5-én fejezte be.

## Űrrepülések
Szojuz TM–34 speciális űrhajósa. A történelem második űrturistája. A Szojuz TM–33 mentőegységgel tért vissza a Földre.